# Göte Pawlak
Göte Walentin Pawlak, född 28 december 1928 i Kastlösa på Öland, död 11 mars 1978 i Stockholm, var en svensk scenograf, målare och grafiker.
Han var son till fiskaren Josef Pawlak och Ragnhild Johansson. Pawlak studerade konst för Lennart Örnebäck 1946-1948 och en kortare tid vid Académie de la Grande Chaumière i Paris 1952 samt vid Iván Grünewalds målarskola i Stockholm 1953-1955. Separat ställde han ut på Konserthuset i Karlskrona och tillsammans med Rolf Norrman ställde han ut i Eksjö 1957. Han medverkade i samlingsutställningar med Borgholms konstförening. Hans konst består av stilleben, figurer, porträtt och landskap utförda i olja eller som koppargrafik. Pawlak var anställd som scenograf vid Dramaten i Stockholm. Han var också engagerad vid några småteatrar och hos Knäppupp under Yngve Gamlins ledning. Pawlak är representerad vid bland annat Kalmar konstmuseum. 

### Fotnoter
1. ↑  Kalmar konstmuseum